# Рывеем (река, впадает в Чукотское море)
Рыве́ем (в верховье Правый Рывеем) — река в России, протекает по территории Иультинского района Чукотского автономного округа.
На берегу реки в нижнем течении находится ныне заброшенный посёлок Ленинградский.

## Этимология
Название в переводе с чук. Ръывээм — «глинистая река».

## Гидрография
Начинается на восточных склонах Экиатапского хребта на склоне горы Ступенька; впадает в юго-восточную часть лагуны Ръыпильгын Чукотского моря. Общая протяжённость водотока 82 км, скорость течения составляет 0,8 м/с. В устье обилие мелких термокарстовых озёр.
Притоки — Левый Рывеем, Глубокий, Быстрый, Верхний, Прямой, Двуречный, Короткий, Рогач, Пятисточный, Элыничгуйгын, Меловой, Ыттынчгуйгын, Болотный, Заячий, Рывок, Дружный, Кууль.
Питание реки снеговое и дождевое. Воды реки имеют низкую минерализацию (40-50 мг/л) сульфатно-гидрокарбонатного натриевого состава. Замерзает в октябре, вскрывается в конце мая.

## Особенности
В нижнем течении Рывеема разрабатывается уникальное россыпное месторождение золота. Также залегают два месторождения агата и оникса, фрагментарно разрабатываемые попутно с добычей золота. Бассейн реки подвержен загрязнению технологическими отходами золотоизвлечения.

## Топографические карты
- Лист карты R-60-XXIII,XXIV Ленинградский. Масштаб: 1 : 200 000. Состояние местности на 1981 год. Издание 1987 г.
- Лист карты R-60-В,Г Полярный. Масштаб: 1 : 500 000. Состояние местности на 1986 год.